# Eason and the duo band

eason and the duo band，是香港歌手陳奕迅與他的DUO巡唱樂隊組合。

## 簡介
陳奕迅舉行《DUO陳奕迅世界巡迴演唱會》時曾經表示希望完成多場巡演後，與一班演唱會樂手包括恭碩良、盧凱彤、王雙駿、陳詠謙、蘇德華、岑寧兒、張傑邦、袁慧妍、Chris Polanco、翁瑋盈、Charles Huntley、孫偉明等音樂創作人共同製作一張廣東大碟《L.O.V.E.》。
2018年5月25日，eason and the duo band首支廣東新歌《與你常在》推出。由Charles Arthur Huntley/Mark James Fortin作曲，陳詠謙填詞。
2018年8月24日，推出由陳奕迅親自作曲，陳詠謙填詞的新歌《可一可再》，歌曲由 eason and the duo band 全員合唱。 同時陳奕迅亦因盧凱彤逝世而延遲推出新歌《可一可再》，其中有不少盧凱彤的鏡頭，歌曲完結後刻意留白寫上“In loving memory of Ellen Loo”。其後陳奕迅在新碟記者會訪問上表示盧凱彤地位沒有人可取代，幸好該曲的MV有根據她的意見作修改。